# پترومکس (فیلم ۲۰۱۹)
پترومکس (به انگلیسی: Petromax) فیلمی محصول سال ۲۰۱۹ و به کارگردانی روحین ونکاتاسان است. در این فیلم بازیگرانی همچون تمنا باتیا و یوگی بابو ایفای نقش کرده‌اند.
این فیلم بازسازی فیلم آناندو برهما است.